# Hakan Demir
Hakan Demir (Elâzığ, 24 novembre 1968) è un allenatore di pallacanestro turco.